# Робін Ебберн
Робін Ебберн (англ. Robyn Ebbern; нар. 2 липня 1944) — колишня австралійська тенісистка.
Найвищу одиночну позицію світового рейтингу — 9 місце досягла 1964 року.
Перемагала на турнірах Великого шолома в парному та змішаному парному розрядах.

## Турніри Великого шолома

### Парний розряд: 6 (3–3)
| Результат | Рік  | Турнір              | Покриття | Партнерка       | Суперниці                       | Рахунок        |
| --------- | ---- | ------------------- | -------- | --------------- | ------------------------------- | -------------- |
| Перемога  | 1962 | Чемпіонат Австралії | Трава    | Маргарет Корт   | Дарлін Гард Мері Картер-Рейтано | 6–4, 6–4       |
| Перемога  | 1963 | Чемпіонат Австралії | Трава    | Маргарет Сміт   | Джен Легейн Леслі Тернер Боурі  | 6–1, 6–3       |
| Поразка   | 1963 | Чемпіонат Франції   | Ґрунт    | Маргарет Сміт   | Рене Схюрман Енн Джонс          | 7–5, 6–4       |
| Перемога  | 1963 | Чемпіонат США       | Трава    | Маргарет Сміт   | Дарлін Гард Марія Буено         | 4–6, 10–8, 6–3 |
| Поразка   | 1964 | Чемпіонат Австралії | Трава    | Маргарет Сміт   | Джуді Тегарт Леслі Тернер       | 6–4, 6–4       |
| Поразка   | 1965 | Чемпіонат Австралії | Трава    | Біллі Джин Кінг | Маргарет Корт Леслі Тернер      | 1–6, 6–2, 6–3  |

### Мікст: 2 (1–1)
| Результат | Рік  | Турнір              | Покриття | Партнер       | Суперник і суперниця       | Рахунок        |
| --------- | ---- | ------------------- | -------- | ------------- | -------------------------- | -------------- |
| Перемога  | 1965 | Чемпіонат Австралії | Трава    | Овен Девідсон | Маргарет Корт Джон Ньюкомб | Титул поділено |
| Поразка   | 1966 | Чемпіонат Австралії | Трава    | Білл Боурі    | Джуді Тегарт Джон Ньюкомб  | 1–6, 3–6       |